# Rádióhullámok terjedése mágneses erővonalak mentén
A Föld mágneses erővonalai jóval túlnyúlnak az ionoszférán, ezért a hosszú- közép- és rövidhullámok nem tudnak belépni a Föld mágneses erővonalainak térségébe. Az ultrarövid és rövidebb hullámok általában csillapítatlanul át tudnak jutni az ionoszférán, viszont ezekre a hullámokra nincs hatással a Van Allen övezet.

## A nagyon hosszú hullámok (VLF) terjedése mágneses erővonalak mentén[1]
A pólusok közelében, ahol a Föld mágneses erővonalai mind a talajra, mind az ionoszférára közel merőlegesek, az alacsony frekvenciás rádióhullámok szokatlanul viselkednek. Az ionoszféra a mágneses pólusok közelében anizotróp közegként viselkedik, és a benne terjedő rádióhullámokat két részre bontja, ún. szokásos és nem szokásos összetevőkre. Ez hasonlatos az optikában a kettős sugártörés jelenségére.
{\displaystyle \omega _{0}={\sqrt {\frac {NC_{e^{-}}^{2}}{\epsilon _{0}m_{e^{-}}}}}}
{\displaystyle \omega _{h}={\frac {\mu _{0}HC_{e^{-}}}{m_{e^{-}}}}}
{\displaystyle \epsilon _{1,2}=1-{\frac {\omega _{0}^{2}}{\omega (\omega \pm \omega _{h})}}}
A nem szokásos összetevőre a törésmutató:
{\displaystyle n_{1}={\sqrt {1-{\frac {\omega _{0}^{2}}{\omega (\omega -\omega _{h})}}}}}
A rádióhullámok terjedési sebessége a mágneses erővonalak mentén:
{\displaystyle v\approx 2c{\frac {\sqrt {\omega \omega _{h}}}{\omega _{0}}}}
- ω – a körfrekvencia
- ω0 – az elektromos tér eredő körfrekvenciája
- ωh – a mágneses tér eredő körfrekvenciája
- ε – az eredő dielektromos állandó
- ε0 – a vákuum dielektromos állandója
- μ0 – a vákuum permeabilitása
- N – elektron- vagy ionkoncentráció 1/cm3
- Ce- – az elektron töltése
- me- – az elektron tömege
- H – a mágneses térerősség A/m
- c – fény sebessége
- v – a terjedési sebesség

A Föld mágneses terének erővonalai erős irányító hatással bírnak. Ezzel magyarázható az, hogy az erősen elnyúlt erővonalakat követve, az északi félteken elhelyezkedő állomás által kisugárzott hullámok vehetők a déli félteken. Egy ilyen hullám útját az alábbi ábra mutatja be:
A Földtől való maximális eltávolodás több földsugárnyi is lehet, éppen ezért a nagyon alacsony frekvenciák ilyen irányú terjedésének megfigyelése fontos információkat ad az űridőjárásról.
Távközlésre, információtovábbításra ez a terjedés nem alkalmas, mivel csak nagyon keskeny sávszélesség vihető át, továbbá mind az adó- mind a vevőoldalon nagy méretű antennákat igényel.
A mágneses erővonalakon történő terjedés sebessége frekvenciafüggő. Ha a jel forrása nem egy rádióállomás, hanem egy villám formájában jelentkező kisülés, amelynek széles a spektruma, akkor egy "fütyülő zavar" nevű jelenség jön létre. Mivel a terjedés sebessége frekvenciafüggő, így a széles spektrumú    sugárzás különböző frekvenciájú komponensei eltérő időben jutnak el a vételi helyre.  Először a nagyobb frekvenciák érkeznek meg a vétel helyére, majd az egyre kisebbek. A terjedési sebesség a frekvencia négyzetgyökével arányosan növekszik.